# Maxon Cinema 4D
Cinema 4D (anche abbreviato C4D) è un software per la modellazione 3D, l'animazione, ed il rendering, prodotto dalla software house MAXON Computer GmbH che ha sede a Friedrichsdorf in Germania. Il programma supporta tecniche di modellazione procedurale, poligonale e solida, la creazione e l'applicazione di texture, la gestione dell'illuminazione, l'animazione e il rendering delle scene.
Cinema 4D è dedicato principalmente alla post-produzione di film per la realizzazione di effetti speciali, principalmente grazie al modulo opzionale Bodypaint 3D.
È apprezzato anche nel mondo della grafica e dell'animazione, grazie all'integrazione con i più diffusi software del settore, come Adobe After Effects e Adobe Illustrator.

## Caratteristiche
Il metodo tradizionale di lavorazione è tramite vertici, cioè gruppi di punti situati su superfici. Queste superfici possono essere a loro volta divise in "patch", con tre o quattro vertici regolabili ognuna. Muovendo i vertici su tre dimensioni si possono ottenere forme complesse.
Una volta che la scena è conclusa viene renderizzata: vengono calcolate le ombre e le luci, i riflessi e le reazioni dei materiali alla luce.
A questo punto il file viene salvato come filmato o come immagine statica: questo processo può richiedere pochi secondi (per scene semplici) oppure interi giorni (per scene più complesse).
Oltre al "core", il modulo principale, ci sono diversi plugin opzionali acquistabili a seconda delle esigenze:
- Net Render, che può utilizzare contemporaneamente più computer messi in rete per calcolare una scena di animazione
- PyroCluster, per la produzione di effetti di fuoco e fumo
- Advanced Render, un modulo di render avanzato con shading fotorealistici, include un modulo per le immagini HDRI e le caustiche
- MOCCA, per la costruzione e il rigging di personaggi animati. Include "Clothilde" per la creazione di abiti e stoffe
- Thinking Particles, un motore avanzato di calcolo particellare
- Bodypaint, per la costruzione e la texturizzazione di modelli di creature biologiche
- Sketch&Toon, per la produzione di rendering non-fotorealistico in stile animazione o disegno a mano
- Dynamics, per la gestione di corpi rigidi
- HAIR, per pellicce e capelli
- Corona Renderer, un motore di rendering alternativo
- Cebas Finalrender, un altro motore di rendering
- NLT Maxwell Render, altro motore di rendering
- Vray, altro motore di rendering

Inoltre vi sono numerosi plugin gratuiti, come "Sky" per la creazione di cieli o "Darktree" per la creazione di materiali con effetti ottici speciali. Questi programmi sono normalmente reperibili presso il sito ufficiale.

## Distribuzione
Inizialmente, nei primi anni '90, Cinema 4D è stato sviluppato e distribuito esclusivamente per computer Amiga. Con la v4, tuttavia, Maxon ha iniziato a sviluppare l'applicazione anche per computer Windows e Macintosh, citando il desiderio di raggiungere un pubblico più ampio e la crescente instabilità del mercato Amiga a seguito del fallimento di Commodore.
Su Linux, Cinema 4D è disponibile come versione di rendering da riga di comando.

## Ampiamente usato
Cinema 4D può essere utilizzato in genere per filmati di qualità superiore e per alcuni effetti speciali o per particolari scene, ad esempio Avatar.
Nel 2021, la serie televisiva animata coreana Space security rescue team (우당탕탕 은하안전단) è la prima serie televisiva animata al mondo basata su Cinema 4D per la modellazione o la produzione.